# Helicopsyche albidela
Helicopsyche albidela är en nattsländeart som beskrevs av Kjell Arne Johanson 1995. Helicopsyche albidela ingår i släktet Helicopsyche och familjen Helicopsychidae. Inga underarter finns listade i Catalogue of Life.